# Moussa Dembélé
Moussa Dembélé (Pontoise, 12 de julho de 1996) é um futebolista francês que atua como atacante. Atualmente joga pelo Al-Ettifaq.

## Carreira

### Celtic
No dia 28 de junho de 2016, Dembélé assinou com o Celtic em um contrato de quatro anos. Estreou no dia 12 de julho de 2016, na derrota por 1–0 contra o Lincoln Red Imps, pela segunda pré-eliminatória da Liga dos Campeões.
Já no dia 3 de agosto de 2016, marcou seu primeiro gol pelo Celtic na vitória por 2–1 sobre o Astana.
No dia 22 de novembro de 2017, na vitória de 7–1 do PSG sobre o Celtic na Liga dos Campeões, Dembelé fez o primeiro gol do Celtic aos 1 minuto do primeiro tempo, o chute do camisa 10 desviou em Cavani e abriu o placar. Foi o primeiro gol sofrido pelos franceses na Liga dos Campeões.

### Lyon
Após se destacar pelo Celtic, o Lyon anunciou a contratação de Dembélé por cerca de 22 milhões de euros, no dia 30 de agosto de 2018.
Dembélé teve uma atuação de destaque contra o inglês Manchester City, pelas quartas de final Liga dos Campeões da temporada 2019-20, em que na partida disputada em jogo único , entrou aos 29 minutos do segundo tempo, com o placar empatado em 1–1, e marcou os dois gols, que resultaram no placar final de 3–1 e consequente classificação do Lyon para a fase semifinal do torneio.

### Atlético de Madrid
Em 13 de janeiro de 2021, Dembélé transferiu-se do Lyon para o Atlético Madrid, por empréstimo com opção de compra até ao final da temporada. De acordo com o jornal Marca, a taxa de transferência para o empréstimo teria sido de € 1,5 milhão e o Atlético reservou uma opção de compra de € 33,5 milhões, mais um valor adicional variável dependendo do jogador cumprir certos objetivos.

### Al-Ettifaq
Em 26 de julho de 2023, o Al-Ettifaq, da Arábia Saudita confirmou, a chegada de Moussa Dembélé para o plantel que vai ser comandado por Steven Gerrard. Ele firmou contrato por quatro temporadas

## Estatísticas
Atualizadas até 16 de dezembro de 2020.

### Clubes
| Equipe            | Temporada         | Campeonato Nacional | Campeonato Nacional | Copa Nacional | Copa Nacional | Competições Continentais | Competições Continentais | Total | Total |
| Equipe            | Temporada         | Jogos               | Gols                | Jogos         | Gols          | Jogos                    | Gols                     | Jogos | Gols  |
| ----------------- | ----------------- | ------------------- | ------------------- | ------------- | ------------- | ------------------------ | ------------------------ | ----- | ----- |
| Fulham            | 2013–14           | 2                   | 0                   | 1             | 0             | –                        | –                        | 3     | 0     |
| Fulham            | 2014–15           | 11                  | 0                   | 4             | 2             | –                        | –                        | 15    | 2     |
| Fulham            | 2015–16           | 43                  | 15                  | 3             | 2             | –                        | –                        | 46    | 17    |
| Fulham            | Total             | 56                  | 15                  | 8             | 4             | –                        | –                        | 64    | 19    |
| Celtic            | 2016–17           | 29                  | 17                  | 8             | 10            | 12                       | 5                        | 49    | 32    |
| Celtic            | 2017–18           | 25                  | 9                   | 6             | 6             | 8                        | 1                        | 39    | 16    |
| Celtic            | 2018–19           | 1                   | 0                   | 1             | 1             | 4                        | 2                        | 6     | 3     |
| Celtic            | Total             | 55                  | 26                  | 15            | 17            | 24                       | 8                        | 94    | 51    |
| Lyon              | 2018–19           | 33                  | 15                  | 7             | 4             | 6                        | 1                        | 46    | 20    |
| Lyon              | 2019–20           | 27                  | 16                  | 9             | 6             | 10                       | 2                        | 46    | 24    |
| Lyon              | 2020–21           | 15                  | 1                   | 0             | 0             | 0                        | 0                        | 15    | 1     |
| Lyon              | Total             | 75                  | 32                  | 16            | 10            | 16                       | 3                        | 107   | 45    |
| Total na carreira | Total na carreira | 186                 | 73                  | 39            | 31            | 40                       | 11                       | 265   | 115   |

## Títulos
Celtic
- Campeonato Escocês: 2016–17, 2017–18
- Copa da Liga Escocesa: 2016–17, 2017–18
- Copa da Escócia: 2016–17, 2017–18

Lyon
- Copa Emirates: 2019

Atlético de madrid
- Campeonato Espanhol: 2020–21

### Prêmios individuais
- Jogador do mês da Scottish Premiership: setembro de 2016, fevereiro de 2017
- Equipe do Ano PFA da Scottish Premiership: 2016–17